# Nikołaj Stroganow
Nikołaj Aleksiejewicz Stroganow (ros. Николай Алексеевич Строганов, ur. 1842, zm. 2 maja 1894 w Odessie) – rosyjski lekarz patolog, prosektor w Odeskim Szpitalu Miejskim.
Studiował na Cesarskiej Akademii Medyko-Chirurgicznej w St. Petersburgu, tytuł doktora medycyny otrzymał w 1873 roku. Następnie pracował jako docent prywatny w klinice Rudniewa. W 1874 roku odbył podróż naukową za granicę – uczył się u Recklinghausena i Hoppe-Seylera w Strassburgu i u Ranviera w Paryżu. W 1877 roku został prosektorem w Odeskim Szpitalu Miejskim.

## Wybrane prace
- К патологии небеременной матки при конституциональном сифилисе: Дис. на степ. д-ра мед. лекаря Николая Строганова. Санкт-Петербург: тип. Я. Трея, 1873
- К вопросу о недоразумениях между обществом и врачом. Одесса: тип. П.А. Зеленого (б. Г. Ульриха), 1881
- Несколько слов по поводу велосипедной езды: Речь, чит. д-ром Строгановым в торжеств. заседании О-ва одес. врачей 1 окт. 1890 г. Одесса: Рус. тип. Исаковича, ценз. 1891